# Трњани (Добој)
Трњани су насељено мјесто у граду Добој, Република Српска, БиХ. Према прелиминарним подацима пописа становништва 2013. године, у насељу је живјело 609 становника.

## Становништво
| Демографија | Демографија | Демографија |
| Година      | Становника  | Становника  |
| ----------- | ----------- | ----------- |
| 1961.       | 1.148       |             |
| 1971.       | 1.072       |             |
| 1981.       | 1.080       |             |
| 1991.       | 885         |             |
| 2013.       | 609         |             |